# James Horsfield
James Horsfield (* 30. November 1995 in Hazel Grove, Stockport) ist ein ehemaliger englischer Fußballspieler. 

## Karriere
Horsfield begann seine Karriere bei Manchester City, wo er die Jugendmannschaften durchlief. Im September 2015 wurde er für einen Monat an den Drittligisten Doncaster Rovers verliehen, für den er einen Tag nach Leihbeginn in der League One debütierte. Nach seiner Rückkehr stand er im Dezember 2015 erstmals im Profikader von Man City.
Zu Beginn des Jahres 2017 wurde Horsfield zunächst an NAC Breda in die Niederlande verliehen und wechselte im Sommer 2017 ablösefrei zu diesem Verein. Ein Jahr später schloss er sich mit Scunthorpe United dem nächsten Verein an, von dem er ein halbes Jahr später an den FC Dundee verliehen wurde. Nach Ablauf der Leihe kehrte Horsfield noch 2019 wieder zum Verein Scunthorpe United zurück, den er 2020 endgültig in Richtung Wrexham verließ, wo er aber auch nur ein Jahr blieb. Im Jahr 2021 spielte er noch für die beiden englischen Amateurvereine Clitheroe FC und Chester FC, bevor er 2022 seine Karriere beendete.